# Årøya, Finnmark
Årøya (nordsamiska: Ladnesuolu, kvänska: Linna) är en ö i Alta kommun i Finnmark fylke i norra Norge. Det är den enda stora ö som ligger i Altafjorden. Det finns färjeförbindelse mellan Kongshus på Årøya och Mikkelsby på fastlandet. Ön är ett gammalt kustsamiskt område.
Kung Kristian IV anlade befästningen Altenhus på Årøya 1610 - 1611 för att skydda området från svenskarna i Kalmarkriget. Fästningen var korsformad, ca 22 meter lång och bred och omgivet av jordvallar och palissadverk. Fästningen blev sedan använt som lokalt fängelse.
Den första kyrkan blev byggd på Årøya 1694 men flyttades sedan till Talvik på fastlandet.